# Чуня
Чуня (рос. Чуня) — річка в Азії, в центральній частині Східного Сибіру у Евенкійському районі Красноярського краю Росії. Права, найбільша притока річки Підкам'яної Тунгуски, належить до водного басейну Єнісею.

## Географія
Річка бере свій початок в результаті злиття двох приток Північної (права складова) та Південної (ліва складова) Чуні, на висоті приблизно 339 м над рівнем моря, за 1 км на північний схід від селища Стрілка-Чуня. Тече по Середньосибірському плоскогір'ї, у звивистому руслі, в основному, на захід — південний захід. Після селища Муторай, повертає на північ а далі на північний захід, а перед впадінням правої притоки Тетенгне — знову повертає на південний захід, а після впадіння лівої притоки Янгото — робить «петлю» і тече на захід. Впадає у Підкам'яну Тунгуску з правого берега, за 10 км вище за течією від села Байкит, на висоті 143 м над рівнем моря. Довжина річки 727 км. Від витоку Південної Чуні, яка починається на висоті 430 м (60°42′0.01″ пн. ш. 104°8′5.71″ сх. д. / 60.7000028° пн. ш. 104.1349194° сх. д.) — 1000 км. Площа басейну 70 500 км². Повне падіння рівня русла від злиття Північної та південної Чуні становить 196 м, що відповідає середньому похилу русла — 0,27 м/км; а від витоку Південної Чуні, повне падіння — 287 м, а середній похил — 0,29 м/км. Швидкість течії невелика, і практично на всій довжині водотоку коливається від 0,4 до 0,5 м/с, і тільки місцями, на порогах і перекатах доходить до 0,7 і більше. Ширина русла у верхній течії доходить до 70-100 м, місцями до 135 м, при глибині до 0,5-2,0 м, в середній течії ширина — до 110—220 м, місцями до 250 м, при глибині — 1,2-1,8 м; в нижній течії ширина доходить до 250—360 м, при глибині — до 1,8-2,0 м.
У верхній течії, орієнтовно до впадіння у річку правої притоки Янченбо, вона тече на відносно рівнинній, заболоченій території з невисокими берегами, а далі після пониження урізу води нижче 320 м, русло затискається у вузькому каньйоні з крутими, місцями обривистими берегами. Береги то з однієї, то з двох сторін піднімаються до 100—150 м, а місцями до 200—250 м. На цих ділянках, відносно спокійна течія, у місцях виходу на поверхню гірських порід, переривається численними порогами та перекатами. Два пороги розташовані за 3-4 км до і після впадіння невеличкої притоки Хой. Один за 2 км до гирла Великого Шакшакана, один за 1,5 км до гирла Ведеї, а також пороги: Паімбінський за 6 км до гирла Паімби, Чунські Ворота 1 км після гирла Аген, протяжний до 1,5-2 км — Чунський Замок, в гирлі Майгуни.

## Гідрологія
Живлення річки дощове та снігове, підземне живлення несуттєве через розташування водозбору в районі тунгуської фізико-географічної провінції, якій притаманна суцільна багаторічна мерзлота. Замерзає у жовтні, розкривається у травні. Повінь у травні — червні, межень у грудні — квітні.
За період спостереження протягом 31 року (1961–1994) на станції у селищі Стрілка-Чуня, за 727 км від гирла, середньорічна витрата води річки становила 66,2 м³/с для водного басейну 13 300 км², що становить тільки 19 % загальної площі басейну річки. Величина прямого стоку в цілому по цій частині басейну становила — 157,1 міліметра на рік.
За період спостереження протягом 29 років (1964–1995) на станції у селищі Муторай за 521 км від гирла, середньорічна витрата води річки становила 141,2 м³/с для водного басейну 30 400 км², що становить трохи більше 43 % загальної площі басейну річки. Величина прямого стоку в цілому по цій частині басейну становила — 146,7 міліметра на рік.
За період спостереження встановлено, що мінімальний середньомісячний стік становив 11,35 м³/с (у березні), що становить трохи більше 1,4 % максимального середньомісячного стоку, який відбувається у травні місяці та становить — 792,4 м³/с і вказує на доволі велику амплітуду сезонних коливань.
За період спостереження, абсолютний мінімальний місячний стік (абсолютний мінімум) був 1,95 м³/с (у посушливому липні 1987 року) і 5,12 м³/с (у межень березня 1970 року), абсолютний максимальний місячний стік (абсолютний максимум) становив 1460 м³/с (у травні 1975 і червні 1983 року).
Витрата води у гирлі Чуні — близько 435 м³/с.

## Притоки
Річка Чуня приймає понад одну сотню приток, довжиною понад 10 км. Найбільших із них, довжиною понад 50 км — 21, із них понад 100 км — 11 (від витоку до гирла):
| Назва притоки              | Довжина,(км)  | Площа водозбірного басейну, (км²) | Відстань від гирла Чуні, (км) | Витрата води,(м³/с) |
| Південна Чуня              | Південна Чуня | Південна Чуня                     | Південна Чуня                 | Південна Чуня       |
| -------------------------- | ------------- | --------------------------------- | ----------------------------- | ------------------- |
| → Арукта (Ліва Арукта)     | 72            | 640                               | 869                           |                     |
| → Ірикта                   | 61            | 460                               | 820                           |                     |
| → Береями                  | 64            | 600                               | 801                           |                     |
| → Ядулі                    | 63            | 540                               | 773                           |                     |
| Чуня                       |               |                                   |                               |                     |
| ← Північна Чуня            | 275           | 6670                              | 727                           |                     |
| ← Моподей (Правий Моподей) | 56            | 690                               | 710                           |                     |
| ← Янченбо (Ліва Янченбо)   | 72            | 1000                              | 666                           |                     |
| → Корда                    | 148           | 1490                              | 596                           |                     |
| ← Лепчин (Лівий Лепчин)    | 110           | 2020                              | 586                           |                     |
| → Кимчу                    | 227           | 3800                              | 556                           |                     |
| → Муторай                  | 228           | 4120                              | 529                           |                     |
| → Ведея                    | 84            | 1170                              | 518                           |                     |
| ← Чамбекан                 | 54            | 520                               | 426                           |                     |
| → Нижній Горбилок          | 52            | 210                               | 415                           |                     |
| ← Ероба                    | 111           | 1650                              | 402                           |                     |
| ← Тетене (Права Тетене)    | 119           | 1080                              | 368                           |                     |
| → Янгото                   | 80            | 1200                              | 302                           |                     |
| ← Паімбу                   | 201           | 4370                              | 243                           |                     |
| ← Верхня Чунку             | 301           | 6800                              | 113                           |                     |
| ← Нижня Чунку              | 283           |                                   | 82                            |                     |
| → Тичани                   | 333           | 9720                              | 42                            |                     |

## Населенні пункти
Басейн і береги річки малозаселені. На берегах розташовані кілька, невеликих населених пункти, споруди зимників та мисливські будиночки, а також селища геологів, в основному нежилі (від витоку до гирла): зимник Південна Чуня, селище Стрілка-Чуня, селище Муторай, мисливська база Паімбу, селище Тичани.